# Ubayd Allah ben Qasim
Ubayd Allah ben Qasim o Abd Allah ibn Kasim fue un religioso cristiano mozárabe que fue arzobispo de Toledo, aproximadamente entre 962 y 971-73, durante la la presencia musulmana en la península ibérica.
Destaca que es el único obispo conocido en Toledo entre Juan, muerto en 926, y Pascual, consagrado en 1058, aunque es seguro que por la importancia de la sede toledana, continuaron existiendo arzobispos. Como mozárabe, es decir, cristiano en tierras musulmanas, el uso de un nombre árabe no debe resultar extraño, pues muchos utilizaron dos nombres, uno árabe y uno latino, si bien el nombre latino que empleó Ben Qasim se desconoce. Se sabe que actuó como consejero e intérprete del califa Hisham II durante la recepción que este dio al destronado rey leonés Ordoño IV en su palacio de Medina Azahara, junto con el juez de los cristianos, Walid ben Jayzuran; de hecho ambos son citados como dos de las principales personalidades cristianas de Al-Ándalus. También fue traductor de Asbagh ben Nabil y otros cristianos cordobeses con las embajadas de los reinos cristianos del norte. Se le señala, sin muchos más datos, como arzobispo de Sevilla, donde Ibn Hayyan lo menciona en el año 971.